# Гаура-Синджерулуй
Гаура-Синджерулуй (рум. Gaura Sângerului) — село у повіті Муреш в Румунії. Входить до складу комуни Зау-де-Кимпіє.
Село розташоване на відстані 285 км на північний захід від Бухареста, 33 км на захід від Тиргу-Муреша, 44 км на південний схід від Клуж-Напоки.

## Населення
За даними перепису населення 2002 року у селі проживали 126 осіб, з них 125 осіб (99,2%) румунів. Рідною мовою 125 осіб (99,2%) назвали румунську.